# 1361
Il 1361 (MCCCLXI in numeri romani) è un anno  del XIV secolo.

## Eventi
- Galeazzo II Visconti fonda l'Università degli Studi di Pavia su decreto dell'imperatore Carlo IV di Lussemburgo
- La famiglia dei Fiorini giunge a Gianico
- Conquista turca di Adrianopoli, prima città della Rumelia, facendone la capitale fino alla conquista di Costantinopoli.
- 17 luglio - Il terremoto della Daunia colpisce duramente la Puglia centro-settentrionale.

## Nati
- 26 febbraio - Venceslao di Lussemburgo, sovrano († 1419)
- 22 luglio - Carlo III di Navarra, sovrano († 1425)
- 30 luglio - Abu Muhammad Mahmud al-'Ayni, storico arabo († 1451)
- Isabella di Baviera, nobile tedesca († 1382)
- Maestro del paramento di Narbona, miniatore e pittore francese († 1425)

## Morti
- 7 gennaio - Gerlach I di Nassau-Wiesbaden, conte tedesco (n. 1288)
- 26 febbraio - Guglielmo I di Jülich, nobile
- 9 marzo - Ernesto I di Brunswick-Grubenhagen, nobile tedesco
- 23 marzo - Enrico Plantageneto, I duca di Lancaster, militare britannico
- 4 aprile - Alberto II il Bello di Norimberga, nobile tedesco (n. 1319)
- 16 maggio - Pierre des Prés, vescovo e cardinale francese (n. 1280)
- 19 maggio - Étienne de la Garde, arcivescovo cattolico e cardinale francese
- 29 maggio - Pietro Petroni, religioso italiano (n. 1311)
- 7 giugno - Pierre de la Foret, cardinale e arcivescovo cattolico francese (n. 1305)
- 9 giugno - Philippe de Vitry, compositore, teorico musicale e poeta francese (n. 1291)
- 12 giugno - Guglielmo Curti, cardinale, vescovo cattolico e abate francese
- 15 giugno - Giovanni Taulero, mistico e teologo tedesco
- 17 giugno - Guillaume Farinier, cardinale francese
- 17 giugno - Ingeborg di Norvegia, nobile norvegese (n. 1301)
- 12 luglio - Giovanni Dolfin, politico, diplomatico e militare italiano
- 13 luglio - Pierre Bertrand, vescovo cattolico e cardinale francese (n. 1299)
- 1º agosto - Jean de Caraman, cardinale francese (n. 1320)
- 7 agosto - Bernard de la Tour d'Auvergne, cardinale francese (n. 1306)
- 8 agosto - Roberto Visconti, arcivescovo cattolico italiano
- 25 agosto - Francesco Atti, cardinale e arcivescovo cattolico italiano
- 18 settembre - Ludovico V di Baviera, nobile tedesco (n. 1315)
- 23 settembre - Pierre de Cros, cardinale e vescovo cattolico francese
- 1º ottobre - Margherita Plantageneta, contessa di Pembroke, principessa e nobile inglese (n. 1346)
- 16 ottobre - Fortanier de Vassal, cardinale e patriarca cattolico francese
- 3 novembre - Aldobrandino III d'Este, nobile italiano (n. 1335)
- 21 novembre - Filippo I di Borgogna, nobile (n. 1346)
- Étienne Aldebrand, arcivescovo cattolico e abate francese
- Bianca di Borbone, regina (n. 1339)
- Giovanni Buridano, filosofo e logico francese
- Pataro Buzzaccarini, nobile, politico e militare italiano (n. 1300)
- Jacopo Domenico de Apibus, docente italiano
- Richard Kilvington, filosofo inglese
- Maria di Padilla, nobile
- Pietro dell'Aquila, vescovo cattolico e teologo italiano
- Elisabetta di Polonia, nobile polacca (n. 1326)
- Niceta Scolario, nobile bizantino
- John Sutherland, nobile scozzese
- Zanobi da Strada, scrittore e letterato italiano (n. 1312)
- Orlando d'Aragona, nobile, politico e militare italiano
- Ludwig van Kempen, cantore fiammingo (n. 1304)

## Calendario
| Calendario 1361 | Calendario 1361 | Calendario 1361 | Calendario 1361 | Calendario 1361 | Calendario 1361 | Calendario 1361 | Calendario 1361 | Calendario 1361 | Calendario 1361 | Calendario 1361 | Calendario 1361 | Calendario 1361 | Calendario 1361 | Calendario 1361 | Calendario 1361 | Calendario 1361 | Calendario 1361 | Calendario 1361 | Calendario 1361 | Calendario 1361 | Calendario 1361 | Calendario 1361 | Calendario 1361 | Calendario 1361 | Calendario 1361 | Calendario 1361 | Calendario 1361 | Calendario 1361 | Calendario 1361 | Calendario 1361 | Calendario 1361 | Calendario 1361 |
| --------------- | --------------- | --------------- | --------------- | --------------- | --------------- | --------------- | --------------- | --------------- | --------------- | --------------- | --------------- | --------------- | --------------- | --------------- | --------------- | --------------- | --------------- | --------------- | --------------- | --------------- | --------------- | --------------- | --------------- | --------------- | --------------- | --------------- | --------------- | --------------- | --------------- | --------------- | --------------- | --------------- |
|                 | 1               | 2               | 3               | 4               | 5               | 6               | 7               | 8               | 9               | 10              | 11              | 12              | 13              | 14              | 15              | 16              | 17              | 18              | 19              | 20              | 21              | 22              | 23              | 24              | 25              | 26              | 27              | 28              | 29              | 30              | 31              |                 |
| Gennaio         | Ve              | Sa              | Do              | Lu              | Ma              | Me              | Gi              | Ve              | Sa              | Do              | Lu              | Ma              | Me              | Gi              | Ve              | Sa              | Do              | Lu              | Ma              | Me              | Gi              | Ve              | Sa              | Do              | Lu              | Ma              | Me              | Gi              | Ve              | Sa              | Do              |                 |
| Febbraio        | Lu              | Ma              | Me              | Gi              | Ve              | Sa              | Do              | Lu              | Ma              | Me              | Gi              | Ve              | Sa              | Do              | Lu              | Ma              | Me              | Gi              | Ve              | Sa              | Do              | Lu              | Ma              | Me              | Gi              | Ve              | Sa              | Do              |                 |                 |                 |                 |
| Marzo           | Lu              | Ma              | Me              | Gi              | Ve              | Sa              | Do              | Lu              | Ma              | Me              | Gi              | Ve              | Sa              | Do              | Lu              | Ma              | Me              | Gi              | Ve              | Sa              | Do              | Lu              | Ma              | Me              | Gi              | Ve              | Sa              | Do              | Lu              | Ma              | Me              |                 |
| Aprile          | Gi              | Ve              | Sa              | Do              | Lu              | Ma              | Me              | Gi              | Ve              | Sa              | Do              | Lu              | Ma              | Me              | Gi              | Ve              | Sa              | Do              | Lu              | Ma              | Me              | Gi              | Ve              | Sa              | Do              | Lu              | Ma              | Me              | Gi              | Ve              |                 |                 |
| Maggio          | Sa              | Do              | Lu              | Ma              | Me              | Gi              | Ve              | Sa              | Do              | Lu              | Ma              | Me              | Gi              | Ve              | Sa              | Do              | Lu              | Ma              | Me              | Gi              | Ve              | Sa              | Do              | Lu              | Ma              | Me              | Gi              | Ve              | Sa              | Do              | Lu              |                 |
| Giugno          | Ma              | Me              | Gi              | Ve              | Sa              | Do              | Lu              | Ma              | Me              | Gi              | Ve              | Sa              | Do              | Lu              | Ma              | Me              | Gi              | Ve              | Sa              | Do              | Lu              | Ma              | Me              | Gi              | Ve              | Sa              | Do              | Lu              | Ma              | Me              |                 |                 |
| Luglio          | Gi              | Ve              | Sa              | Do              | Lu              | Ma              | Me              | Gi              | Ve              | Sa              | Do              | Lu              | Ma              | Me              | Gi              | Ve              | Sa              | Do              | Lu              | Ma              | Me              | Gi              | Ve              | Sa              | Do              | Lu              | Ma              | Me              | Gi              | Ve              | Sa              |                 |
| Agosto          | Do              | Lu              | Ma              | Me              | Gi              | Ve              | Sa              | Do              | Lu              | Ma              | Me              | Gi              | Ve              | Sa              | Do              | Lu              | Ma              | Me              | Gi              | Ve              | Sa              | Do              | Lu              | Ma              | Me              | Gi              | Ve              | Sa              | Do              | Lu              | Ma              |                 |
| Settembre       | Me              | Gi              | Ve              | Sa              | Do              | Lu              | Ma              | Me              | Gi              | Ve              | Sa              | Do              | Lu              | Ma              | Me              | Gi              | Ve              | Sa              | Do              | Lu              | Ma              | Me              | Gi              | Ve              | Sa              | Do              | Lu              | Ma              | Me              | Gi              |                 |                 |
| Ottobre         | Ve              | Sa              | Do              | Lu              | Ma              | Me              | Gi              | Ve              | Sa              | Do              | Lu              | Ma              | Me              | Gi              | Ve              | Sa              | Do              | Lu              | Ma              | Me              | Gi              | Ve              | Sa              | Do              | Lu              | Ma              | Me              | Gi              | Ve              | Sa              | Do              |                 |
| Novembre        | Lu              | Ma              | Me              | Gi              | Ve              | Sa              | Do              | Lu              | Ma              | Me              | Gi              | Ve              | Sa              | Do              | Lu              | Ma              | Me              | Gi              | Ve              | Sa              | Do              | Lu              | Ma              | Me              | Gi              | Ve              | Sa              | Do              | Lu              | Ma              |                 |                 |
| Dicembre        | Me              | Gi              | Ve              | Sa              | Do              | Lu              | Ma              | Me              | Gi              | Ve              | Sa              | Do              | Lu              | Ma              | Me              | Gi              | Ve              | Sa              | Do              | Lu              | Ma              | Me              | Gi              | Ve              | Sa              | Do              | Lu              | Ma              | Me              | Gi              | Ve              |                 |